# A fiúk a klubból epizódjainak listája
Ez a cikk A fiúk a klubból című sorozat epizódjait listázza.

## Évados áttekintés
| Évad | Évad | Epizódok | Eredeti sugárzás  | Eredeti sugárzás   | Eredeti adó |
| Évad | Évad | Epizódok | Évadpremier       | Évadfinálé         | Eredeti adó |
| ---- | ---- | -------- | ----------------- | ------------------ | ----------- |
|      | 1    | 22       | 2000. december 3. | 2001. május 20.    | Showtime    |
|      | 2    | 20       | 2002. január 6.   | 2002. június 16.   | Showtime    |
|      | 3    | 14       | 2003. március 2.  | 2003. június 22.   | Showtime    |
|      | 4    | 14       | 2004. április 18. | 2004. július 18.   | Showtime    |
|      | 5    | 13       | 2005. május 22.   | 2005. augusztus 7. | Showtime    |

## 1. évad (2000-2001)
| Sor. | Év. | Cím                                     | Rendező          | Író                                                        | Premier            |
| ---- | --- | --------------------------------------- | ---------------- | ---------------------------------------------------------- | ------------------ |
| 1.   | 1.  | Premiere                                | Russell Mulcahy  | Ron Cowen és Daniel Lipman                                 | 2000. december 3.  |
| 2.   | 2.  | Queer, There and Everywhere             | Russell Mulcahy  | Ron Cowen és Daniel Lipman                                 | 2000. december 3.  |
| 3.   | 3.  | No Bris, No Shirt, No Service           | Russell Mulcahy  | Ron Cowen és Daniel Lipman                                 | 2000. december 10. |
| 4.   | 4.  | Ted's Not Dead                          | Kevin Inch       | Richard Kramer                                             | 2000. december 17. |
| 5.   | 5.  | Now Approaching... The Line             | Kari Skogland    | Jason Schafer                                              | 2001. január 7.    |
| 6.   | 6.  | The Art of Desperation                  | Kari Skogland    | Jonathan Tolins                                            | 2001. január 21.   |
| 7.   | 7.  | Smells Like Codependence                | David Wellington | Ron Cowen és Daniel Lipman                                 | 2001. január 28.   |
| 8.   | 8.  | Babylon Boomerang                       | Steve DiMarco    | Richard Kramer                                             | 2001. február 4.   |
| 9.   | 9.  | Daddy Dearest (Sonny Boy)               | John Greyson     | Jason Schafer és Jonathan Tolins                           | 2001. február 11.  |
| 10.  | 10. | Queens of the Road                      | John L'Ecuyer    | Doug Guinan                                                | 2001. február 18.  |
| 11.  | 11. | Surprise!                               | Michael DeCarlo  | Jason Schafer és Jonathan Tolins                           | 2001. február 25.  |
| 12.  | 12. | Move It or Lose It                      | John Greyson     | Richard Kramer, Ron Cowen és Daniel Lipman                 | 2001. március 4.   |
| 13.  | 13. | Very Stupid People                      | Ron Oliver       | Drew Z. Greenberg                                          | 2001. március 11.  |
| 14.  | 14. | A Change of Heart                       | Michael DeCarlo  | Doug Guinan                                                | 2001. március 18.  |
| 15.  | 15. | The Ties That Bind                      | Alex Chapple     | Garth Wingfield                                            | 2001. április 1.   |
| 16.  | 16. | French Fried                            | Jeremy Podeswa   | Jason Schafer                                              | 2001. április 8.   |
| 17.  | 17. | Solution (How TLFKAM Got Her Name Back) | Michael DeCarlo  | Jonathan Tolins                                            | 2001. április 15.  |
| 18.  | 18. | Surprise Kill                           | Russell Mulcahy  | Ron Cowen, Daniel Lipman, Jason Schafer és Jonathan Tolins | 2001. április 22.  |
| 19.  | 19. | Good Grief!                             | David Wellington | Garth Wingfield                                            | 2001. április 29.  |
| 20.  | 20. | The King of Babylon                     | Russell Mulcahy  | Jason Schafer és Jonathan Tolins                           | 2001. május 6.     |
| 21.  | 21. | Running to Stand Still                  | Michael DeCarlo  | Garth Wingfield                                            | 2001. május 13.    |
| 22.  | 22. | Full Circle                             | Alex Chapple     | Ron Cowen és Daniel Lipman                                 | 2001. május 20.    |

## 2. évad (2002)
| Sor. | Év. | Cím                                               | Rendező          | Író                                                                                    | Premier           |
| ---- | --- | ------------------------------------------------- | ---------------- | -------------------------------------------------------------------------------------- | ----------------- |
| 23.  | 1.  | Home is Where the Ass Is                          | Alex Chapple     | Ron Cowen és Daniel Lipman                                                             | 2002. január 6.   |
| 24.  | 2.  | All Better Now                                    | John Greyson     | Ron Cowen és Daniel Lipman                                                             | 2002. január 13.  |
| 25.  | 3.  | Hypocrisy: Don't Do It                            | Michael DeCarlo  | Ron Cowen, Daniel Lipman és Karen Walton                                               | 2002. január 20.  |
| 26.  | 4.  | Pride                                             | Kevin Inch       | Ron Cowen, Daniel Lipman és Michael MacLennan                                          | 2002. január 27.  |
| 27.  | 5.  | ...Wherever That Dream May Lead You               | David Wellington | Ron Cowen, Daniel Lipman és Efrem Seeger                                               | 2002. február 3.  |
| 28.  | 6.  | Mixed Blessings                                   | Bruce McDonald   | Ron Cowen, Daniel Lipman, Matt Pyken és Michael Berns                                  | 2002. február 10. |
| 29.  | 7.  | The Leper (Hath the Babe Not Eyes?)               | Michael DeCarlo  | Ron Cowen, Daniel Lipman és Blair Fell                                                 | 2002. február 17. |
| 30.  | 8.  | Love for Sale                                     | Alex Chapple     | Ron Cowen, Daniel Lipman és Michael MacLennan                                          | 2002. március 3.  |
| 31.  | 9.  | Accentuate the Positive                           | Bruce McDonald   | Ron Cowen, Daniel Lipman és Efrem Seeger                                               | 2002. március 10. |
| 32.  | 10. | Priorities, Please! (Beat the Time)               | Michael DeCarlo  | Ron Cowen, Daniel Lipman, Matt Pyken és Michael Berns                                  | 2002. március 17. |
| 33.  | 11. | The Wedding                                       | Kevin Inch       | Ron Cowen, Daniel Lipman és Karen Walton                                               | 2002. március 31. |
| 34.  | 12. | One Degree of Brian Kinney                        | Thom Best        | Ron Cowen, Daniel Lipman és Michael MacLennan                                          | 2002. április 7.  |
| 35.  | 13. | It's Because I'm Gay, Right?                      | John Greyson     | Ron Cowen, Daniel Lipman és Efrem Seeger                                               | 2002. április 14. |
| 36.  | 14. | The Dangers of Sex and Drugs                      | John Fawcett     | Ron Cowen, Daniel Lipman, Matt Pyken és Michael Berns                                  | 2002. április 28. |
| 37.  | 15. | Rage Against This Machine                         | Jeremy Podeswa   | Ron Cowen, Daniel Lipman és Karen Walton                                               | 2002. május 5.    |
| 38.  | 16. | You Say it's Your Birthday! I Couldn't Care Less! | Bruce McDonald   | Ron Cowen, Daniel Lipman és Michael MacLennan                                          | 2002. május 12.   |
| 39.  | 17. | You Can Leda Girl to Pussy                        | David Wellington | Ron Cowen, Daniel Lipman és Efrem Seeger                                               | 2002. május 26.   |
| 40.  | 18. | Sick, Sick, Sick                                  | Alex Chapple     | Ron Cowen, Daniel Lipman, Matt Pyken és Michael Berns                                  | 2002. június 2.   |
| 41.  | 19. | Bowling for Equality                              | Michael DeCarlo  | Ron Cowen, Daniel Lipman, Efrem Seeger, Michael MacLennan, Matt Pyken és Michael Berns | 2002. június 9.   |
| 42.  | 20. | Out With a Whimper                                | David Wellington | Ron Cowen és Daniel Lipman                                                             | 2002. június 16.  |

## 3. évad (2003)
| Sor. | Év. | Cím                                    | Rendező          | Író                                           | Premier           |
| ---- | --- | -------------------------------------- | ---------------- | --------------------------------------------- | ----------------- |
| 43.  | 1.  | Mad Dog Kinney                         | Jeremy Podeswa   | Ron Cowen és Daniel Lipman                    | 2003. március 2.  |
| 44.  | 2.  | House Full of Children                 | Bruce McDonald   | Ron Cowen, Daniel Lipman és Michael MacLennan | 2003. március 9.  |
| 45.  | 3.  | Doctors of Dickology                   | Laurie Lynd      | Ron Cowen, Daniel Lipman és Efrem Seeger      | 2003. március 16. |
| 46.  | 4.  | Brat-Sitting                           | Kari Skogland    | Ron Cowen, Daniel Lipman és Del Shores        | 2003. március 30. |
| 47.  | 5.  | There's Nothing Noble about Being Poor | Kelly Makin      | Ron Cowen, Daniel Lipman és Shawn Postoff     | 2003. április 6.  |
| 48.  | 6.  | One Ring to Rule Them All              | Bruce McDonald   | Ron Cowen, Daniel Lipman és Brad Fraser       | 2003. április 13. |
| 49.  | 7.  | Stop Hurting Us                        | Kevin Inch       | Ron Cowen, Daniel Lipman és Michael MacLennan | 2003. április 20. |
| 50.  | 8.  | Hunt(er) For Love                      | Bruce McDonald   | Ron Cowen, Daniel Lipman és Efrem Seeger      | 2003. április 27. |
| 51.  | 9.  | Big Fucking Mouth                      | Kelly Makin      | Ron Cowen, Daniel Lipman és Del Shores        | 2003. május 11.   |
| 52.  | 10. | Uncle Ben                              | Kevin Inch       | Ron Cowen, Daniel Lipman és Shawn Postoff     | 2003. május 18.   |
| 53.  | 11. | Poster May Lead to the Truth           | Chris Grismer    | Ron Cowen, Daniel Lipman és Brad Fraser       | 2003. május 25.   |
| 54.  | 12. | Drugs, Sex and Lies                    | David Wellington | Ron Cowen, Daniel Lipman és Michael MacLennan | 2003. június 8.   |
| 55.  | 13. | Tweaked-Out, Fucked-Out Crystal Queen  | Alex Chapple     | Ron Cowen, Daniel Lipman és Efrem Seeger      | 2003. június 15.  |
| 56.  | 14. | The Election                           | Kelly Makin      | Ron Cowen és Daniel Lipman                    | 2003. június 22.  |

## 4. évad (2004)
| Sor. | Év. | Cím                                  | Rendező         | Író                                           | Premier           |
| ---- | --- | ------------------------------------ | --------------- | --------------------------------------------- | ----------------- |
| 57.  | 1.  | Just a Little Help                   | Kelly Makin     | Ron Cowen és Daniel Lipman                    | 2004. április 18. |
| 58.  | 2.  | Stand Up for Ourselves               | Jeremy Podeswa  | Ron Cowen, Daniel Lipman és Michael MacLennan | 2004. április 25. |
| 59.  | 3.  | Starting a Whole New Life            | Chris Grismer   | Ron Cowen, Daniel Lipman és Brad Fraser       | 2004. május 2.    |
| 60.  | 4.  | Escalating Violence                  | Kevin Inch      | Ron Cowen, Daniel Lipman és Del Shores        | 2004. május 9.    |
| 61.  | 5.  | How Far You Can Go                   | Kelly Makin     | Ron Cowen, Daniel Lipman és Shawn Postoff     | 2004. május 16.   |
| 62.  | 6.  | Death in the Family                  | Bruce McDonald  | Ron Cowen, Daniel Lipman és Michael MacLennan | 2004. május 23.   |
| 63.  | 7.  | Preponderance of Death               | Alex Chapple    | Ron Cowen, Daniel Lipman és Brad Fraser       | 2004. május 30.   |
| 64.  | 8.  | Two Kinds of Lies                    | Bruce McDonald  | Ron Cowen, Daniel Lipman és Del Shores        | 2004. június 6.   |
| 65.  | 9.  | Have Some Balls                      | Kevin Inch      | Ron Cowen, Daniel Lipman és Shawn Postoff     | 2004. június 13.  |
| 66.  | 10. | The Snake in Paradise                | John Fawcett    | Ron Cowen, Daniel Lipman és Michael MacLennan | 2004. június 20.  |
| 67.  | 11. | Gay or Straight? That's the Question | Thom Best       | Ron Cowen, Daniel Lipman és Del Shores        | 2004. június 27.  |
| 68.  | 12. | Irritation and Separation            | Kelly Makin     | Ron Cowen, Daniel Lipman és Brad Fraser       | 2004. július 4.   |
| 69.  | 13. | Proposal of Two Kinds                | Michael DeCarlo | Ron Cowen, Daniel Lipman és Shawn Postoff     | 2004. július 11.  |
| 70.  | 14. | Liberty Ride                         | Kelly Makin     | Ron Cowen és Daniel Lipman                    | 2004. július 18.  |

## 5. évad (2005)
| Sor. | Év. | Cím                               | Rendező          | Író                                           | Premier            |
| ---- | --- | --------------------------------- | ---------------- | --------------------------------------------- | ------------------ |
| 71.  | 1.  | Move and Leave                    | Kelly Makin      | Ron Cowen és Daniel Lipman                    | 2005. május 22.    |
| 72.  | 2.  | Back in Business                  | Michael DeCarlo  | Ron Cowen, Daniel Lipman és Del Shores        | 2005. május 22.    |
| 73.  | 3.  | Fags are No Different than People | Michael DeCarlo  | Ron Cowen, Daniel Lipman és Brad Fraser       | 2005. május 29.    |
| 74.  | 4.  | Hard Decisions                    | Kelly Makin      | Ron Cowen, Daniel Lipman és Michael MacLennan | 2005. június 5.    |
| 75.  | 5.  | Excluding and Abstemiousness      | Chris Grismer    | Ron Cowen, Daniel Lipman és Shawn Postoff     | 2005. június 12.   |
| 76.  | 6.  | Bored Out of Ya Fucking Mind      | Alex Chapple     | Ron Cowen, Daniel Lipman és Del Shores        | 2005. június 19.   |
| 77.  | 7.  | Hope Against Hope                 | Thom Best        | Ron Cowen, Daniel Lipman és Shawn Postoff     | 2005. június 26.   |
| 78.  | 8.  | Honest to Yourself                | Kevin Inch       | Ron Cowen, Daniel Lipman és Michael MacLennan | 2005. július 3.    |
| 79.  | 9.  | Anything in Common                | David Wellington | Ron Cowen, Daniel Lipman és Brad Fraser       | 2005. július 10.   |
| 80.  | 10. | I Love You                        | Kelly Makin      | Ron Cowen, Daniel Lipman és Del Shores        | 2005. július 17.   |
| 81.  | 11. | Fuckin' Revenge                   | David Wellington | Ron Cowen, Daniel Lipman és Brad Fraser       | 2005. július 24.   |
| 82.  | 12. | Mr. Right (Never Broke a Promise) | John Fawcett     | Ron Cowen, Daniel Lipman és Michael MacLennan | 2005. július 31.   |
| 83.  | 13. | We Will Survive!                  | Kelly Makin      | Ron Cowen és Daniel Lipman                    | 2005. augusztus 7. |